# Phascogale tapoatafa
Espèce
Statut de conservation UICN

 NT  : Quasi menacé
Le phascogale à queue en brosse (Phascogale tapoatafa), également connu sous le nom de Tuan est un marsupial carnivore arboricole australien de la famille des Dasyuridae. Il porte une touffe de poils soyeux noir caractéristique sur la partie terminale de sa queue. Les mâles de cette espèce ne dépassent pas l'âge d'un an, car ils meurent après la période de reproduction.
Le phascogale à queue en brosse a été décrit pour la première fois par F. Meyer, en 1793, George Shaw en a ensuite publié une description révisée en 1800. Au départ, il était considéré comme un membre du genre de l'opossum Didelphis mais en 1844 Coenraad Jacob Temminck a créé le genre Phascogale. Il est étroitement lié à son cousin, le phascogale à queue rousse (P. calura). Son nom scientifique, tapoatafa, fait référence au nom aborigène de l'espèce. Il a parfois été appelé Phascogale penicillata, en se référant à sa queue en brosse. Il existe deux sous-espèces: [3]
- P. T. Tapoatafa, trouvée dans le sud de l'Australie;
- P. T. Pirata, dans le nord de l'Australie.